# ㅖ

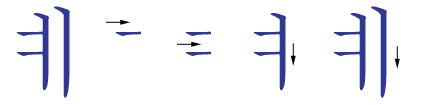
筆順

ㅖは、ハングルを構成する母音字母のひとつ。呼称はイェ（예）。字母ㅕとㅣを組み合わせて作った合成字母である。始めと終わりで音色の異なる二重母音を表す。

## 音声
母音/ㅣ/[i]の構えから/ㅔ/[e]を調音したときに生じる音。単独で発音した場合、硬口蓋半母音[j]による[je]である。子音字母に後続すると、ほとんどの場合/i/の要素がなくなり、/ㅔ/ [e]で発音される。문예[mune]（文芸）、정예[tʃɔŋe]（精鋭）などのように、連音化によって子音に後続する場合も/ㅔ/ [e]で発音される（수예[suje]（手芸）、예민[jemin]（鋭敏）との違いに注意）。ただし、標準発音法では/ㅔ/ [e]と発音するのは예と례以外に限定されている（つまり례は예と同様に、綴りのままで発音するとされる）。また、셰익스피어（シェイクスピア [ʃeikˁsɯpʰiɔ]）といった外来語では/i/の要素が維持されている。
また、「～です」の意味の 예요 も[ejo]と発音されることがある。

## ラテン文字転写
文化観光部2000年式、マッキューン＝ライシャワー式ともにyeと表記される。

## 文字コード
| 名称                | 種類   | コード | HTML実体参照コード | 表示 |
| HANGUL LETTER YE    | 単体   | U+3156 | &#12630;           | ㅖ   |
| HANGUL JUNGSEONG YE | 中声用 | U+1168 | &#4456;            | ᅨ     |